# گمینا فاوکوو
گمینا فاوکوو (به لهستانی:  Gmina Fałków) یک گمینا در لهستان است که در شهرستان کونگسکیه واقع شده‌است. گمینا فاوکوو ۱۳۲٫۱ کیلومتر مربع مساحت و ۴٬۸۰۳ نفر جمعیت دارد.